# 新谷のり子
新谷 のり子 （しんたに のりこ、本名: 新谷則子、1946年10月3日 - ）は、日本の歌手。学生運動の闘士でもあった。北海道北斗市（旧上磯町）出身。カトリック信徒。

## 概要
本名は「あらやのりこ」と読むが、淡谷のり子と読みが一字違いで畏れ多いと、デビュー時にレコード会社の指示で「しんたに」と読むことになった。後年、淡谷のり子は気骨ある反戦歌歌手の大先輩として尊敬する対象になる。
幼い頃から歌が好きで、NHKの『朝の童謡』のオーディションに合格、NHK児童合唱団にも属していた。歌手になろうと高校を中退して北海道より上京、銀座のクラブで歌うようになる。1968年から音楽クラブ「しんくら」に移った。1969年より三里塚闘争に参加、ここで出会った戸村一作を恩師とあおぐようになった。その直後に郷伍郎から『フランシーヌの場合』（作詞：いまいずみあきら、作曲：郷伍郎）を渡され、同曲でメジャーデビューすることとなった。
『フランシーヌの場合』は、当時30歳のフランス人女性・フランシーヌ・ルコント (Francine Lecomte) が1969年3月30日にパリで起こした政治的抗議のための焼身自殺を題材に作られた。（樺美智子が死亡した1960年6月15日に因む）6月15日反安保の日に発売され、約80万枚を売る大ヒットを記録した。新谷は闘争に参加しながら芸能活動を続けたが、「青春の墓標」（革マル派の恋人をもったことに悩み自殺した中核派の横浜市立大学文理学部の学生、奥浩平の遺稿集）からタイトルをとった2枚目のシングル『さよならの総括』は内ゲバによってついた「総括」という単語への嫌悪感からかあまり売れず、次第にマスメディアからは消えて行った。
その後闘争を離れいずみたくの事務所に所属しながら労音で歌うようになったが、歌うことの意味を見失い、また銀座のクラブ歌手に戻った。
その後演劇経験、戸村一作の死などをきっかけに徐々に政治意識をとりもどし、現在の演奏スタイルを確立させた。1970年代半ばからは山谷で、1980年代からは朝鮮民主主義人民共和国（北朝鮮）、大韓民国、パレスチナでも演奏したが、韓国では北朝鮮への入国履歴が問題にされ、なかなかビザが下りなかったという。部落問題やシモーヌ・ヴェイユへの共感も表明している。
2009年10月1日、『名曲ベストヒット歌謡曲』（テレビ東京）で『フランシーヌの場合』を披露。

## ディスコグラフィー

### シングル
- フランシーヌの場合／帰らないパパ（1969年6月）DENON CD-24  ※オリコン4位
- さよならの総括／雨降る20世紀（1969年10月）DENON CD-44 ※オリコン62位
- 幸福と云う名の列車／花のこころ（1970年6月）DENON CD-73
- 祖国あなたを／仲間（1971年3月）DENON CD-107
- 今、今、今／世界のはてまで（1971年8月）DENON CD-129
- 小さなクリスマス／ふたりだけのクリスマス（1971年11月）ガーリック GALY-99904 ※いずみたく主宰のレーベル
- 娘たちは風にむかって／あたらしい旅（1972年）フィリップス FS-1230
- 明日も逢おうよ／ともだちがいれば（1972年）フィリップス FS-1718
- 戦争は終わったけれど／私に勇気をくれるもの（1973年5月）フィリップス FS-1751 ※オリコン80位
- 愛の旅人／山は高く、谷は深い（1973年）フィリップス FS-1760 ※日活映画『戦争と人間』主題歌
- 心が淋しい／誰かが呼んでいる（1975年)  東宝 AT-1102 ※フジテレビ ライオン奥様劇場『白い恐怖』主題歌
- 黒ゆりの花／女給の唄（1976年）ビクター SV-6112 ※佐藤千夜子のカバー
- めぐり逢い／愛の季節（1977年）ビクター SV-6261 ※中村敦夫とデュエット

### アルバム
- 新谷のり子のすべて（1970年6月）DENON CD-4020
- 明日も逢おうよ（1972年）フィリップス FX-8038
- うたたち A Grace（2001年8月15日）アズカンパニー

## 資料
- 「反戦歌」（新谷のり子、土肥敏邦）　ぴいぷる社 ISBN 4-89374-081-4
- 森脇佐喜子 『山田耕筰さん、あなたたちに戦争責任はないのですか』―新谷のり子さんへのインタビュー「なぜ反戦歌を歌うのですか」、梨の木舎、1994年。